# Кодекс Готти
«Кодекс Готти» (англ. Gotti) — американская драма режиссёра Кевина Коннолли.

## Сюжет
Босс мафии Джон Готти размышляет о своем преступном правлении в Нью-Йорке.
Начиная в 1973 году преступную карьеру с выполнения самых лёгких поручений в cемье Гамбино, позже он по праву стал ключевым человеком в преступном мире и боссом «семьи».

## В ролях
- Джон Траволта — Джон Готти
- Келли Престон — Вероника Готти
- Стейси Кич
- Пруитт Тейлор Винс
- Крис Малки
- Меган Леонард
- Лидия Халл
- Элла Блю Траволта
- Патрик Бориелло
- Уильям ДеМео

## Отзывы
Фильм получил крайне отрицательные отзывы у зарубежных издателей. На сайте Rotten Tomatoes получил рейтинг 0 %.
22 декабря 2018 года эксперты журнала The Hollywood Reporter назвали «Кодекс Готти» худшим фильмом 2018 года.
Фильм номинирован на анти-премию «Золотая малина» в шести категориях.